# مارك كوشنر
مارك كوشنر (بالإنجليزية: Marc Kushner) هو مهندس معماري أمريكي، ولد في 27 سبتمبر 1977 في الولايات المتحدة.